# غراهام بوتر
غراهام ستيفن بوتر (بالإنجليزية: Graham Potter)‏ (20 مايو 1975–) هو مدرب و‌لاعب كرة قدم بريطاني سابق، كان مؤخرًا مدربًا لنادي تشيلسي الناشط في الدوري الإنجليزي الممتاز.

## وصلات خارجية
- غراهام بوتر على موقع قاعدة بيانات كرة القدم.إي يو (الإنجليزية)
- غراهام بوتر على موقع Soccerbase.com (لاعب) (الإنجليزية)
- غراهام بوتر على موقع Soccerbase.com (مدرب) (الإنجليزية)
- غراهام بوتر على موقع Soccerway.com (الإنجليزية)
- غراهام بوتر على موقع عالم كرة القدم.نت (الإنجليزية)